# Teramo Calcio 1974-1975
Questa voce raccoglie le informazioni riguardanti il Teramo Calcio nelle competizioni ufficiali della stagione 1974-1975.

## Rosa
| N. |                   | Ruolo | Calciatore              |
| -- | ----------------- | ----- | ----------------------- |
|    | Italia (bandiera) | D     | Roberto Canestrari      |
|    | Italia (bandiera) | P     | Leandro Casagrande      |
|    | Italia (bandiera) | A     | Stefano Chiodi          |
|    | Italia (bandiera) | D     | Giuliano De Bernardinis |
|    | Italia (bandiera) | C     | Vincenzo Diodati        |
|    | Italia (bandiera) | D     | Francesco Esposito      |
|    | Italia (bandiera) | A     | Vincenzo Falasca        |
|    | Italia (bandiera) | D     | Sergio Giovannone       |
|    | Italia (bandiera) | C     | Osvaldo Jaconi          |

| N. |                   | Ruolo | Calciatore          |
| -- | ----------------- | ----- | ------------------- |
|    | Italia (bandiera) | C     | Armando Marra       |
|    | Italia (bandiera) | D     | Aldo Palandrani     |
|    | Italia (bandiera) | C     | Ciro Pezzella       |
|    | Italia (bandiera) | A     | Tonino Pica         |
|    | Italia (bandiera) | C     | Bruno Piccioni      |
|    | Italia (bandiera) | A     | Giancarlo Pulitelli |
|    | Italia (bandiera) | C     | Sandro Todde        |
|    | Italia (bandiera) | A     | Ivan Vecchi         |
|    | Italia (bandiera) | D     | Maurizio Zanetti    |